# Венцоне (Удине)
Венцоне (итал. Venzone) је насеље у Италији у округу Удине, региону Фурланија-Јулијска крајина.
Према процени из 2011. у насељу је живело 1334 становника. Насеље се налази на надморској висини од 227 м.

## Становништво
| 1936. | 1951. | 1961. | 1971. | 1981. | 1991. | 2001. | 2011. |
| ----- | ----- | ----- | ----- | ----- | ----- | ----- | ----- |
| 3.380 | 3.592 | 3.167 | 2.800 | 2.340 | 2.328 | 2.300 | 2.230 |